# Neptis anemoreia
Neptis anemoreia är en fjärilsart som beskrevs av Hans Fruhstorfer 1913. Neptis anemoreia ingår i släktet Neptis och familjen praktfjärilar. Inga underarter finns listade i Catalogue of Life.